# 桑晨
桑晨（1973年7月3日—），北京人，中国中央电视台主持人。毕业于北京广播学院（现中国传媒大学）。

## 生平
1996年毕业于北京广播学院播音主持艺术学院。在大学期间，她就积极参加社会实践活动，在央视的《天涯共此时》、《十二演播室》、《中国旅游》三个节目一边读书一边做兼职。1997年，桑晨正式在中国中央电视台工作，主持《中国旅游》，后主持《海峡两岸》。